# Kottappadi
Kottappadi est une ville près de Meppadi dans le district de Wayanad dans l'état du Kerala, en Inde.

## Démographie
Au recensement indien de 2001, Kottappadi a une population of 21 833 habitants, dont 10 839 hommes et 10 994 femmes.

## Transport
Kottappadi est à 85 km de la gare de Kozhikode, et la route qui y mène comporte neuf virages en épingle à cheveux. Une autre gare plus proche est à Mysore. Le principal aéroport à proximité est à Calicut. Un autre aéroport est à Bangalore. Une route vers l'est relie Mysore et Bangalore. Le voyage de nuit est autorisé sur ce secteur car il traverse la forêt nationale de Bandipur.